# Xavier Morilleau
Xavier Morilleau (François Xavier Arthur Florent Morilleau à l'état civil), né le 14 février 1907 à Legé et mort le 25 juin 1996 à Angers, est un prélat français, évêque de La Rochelle et Saintes de 1955 à 1963.

## Biographie
François Xavier Arthur Florent Morilleau est le fils de François Xavier Morilleau et de Florentine Louise Léocadie Praud. Suivant sa formation au Séminaire français de Rome, durant laquelle il se lie d'amitié avec son condisciple Marcel Lefebvre, il est ordonné prêtre le 29 juin 1937 pour le diocèse de Nantes. Professeur au collège d'Ancenis, il est nommé vicaire à Vigneux-de-Bretagne en 1939 puis curé de la paroisse Saint-Clément à Nantes en 1949.
Il est nommé évêque titulaire d'Ancusa (de) et évêque coadjuteur de La Rochelle le 5 mai 1954. Il reçoit la consécration épiscopale des mains de Jean-Joseph-Léonce Villepelet, alors évêque de Nantes le 24 juin suivant, avec comme co-consécrateurs Jean-Marie Aubin et Félix Guiller. 
Le 29 juin 1955, il pose la première pierre de la nouvelle église Saint-Pierre de Laleu puis le 17 juillet suivant celle de l'église Notre-Dame de Royan.
Il succède à Louis Liagre sur le siège épiscopal de La Rochelle au décès de ce dernier, le 10 août 1955.
Il inaugure l'église Notre-Dame-de-l'Assomption de La Brée-les-Bains, le 20 septembre 1959.
Il donne sa démission d'évêque de La Rochelle et Saintes le 23 mars 1963, pour raisons de santé à seulement 56 ans. Il est alors nommé évêque titulaire de Colonia-en-Cappadoce (de). 
Durant le concile Vatican II, il est l'un des membres actifs formant le noyau dur du Coetus Internationalis Patrum. En juillet 1964, il signe une supplique au pape Paul VI avec Lefebvre et Jean Prou, abbé de Solesmes.

## Publication
- Aimez la paix et la vérité (1955)
- La Musique sacrée au IIIème Congrès international de musique sacrée, Paris [1er-8] juillet 1957 (1958)
- Valeur pastorale du chant grégorien à la lumière des enseignements pontificaux (1959)